# Зуйкай-Мару
Зуйкай-Мару (Zuikai-Maru) — судно, яке під час Другої світової війни взяло участь у операціях японських збройних сил на Каролінських островах. 
Зуйкай-Мару спорудили на шанхайській верфі Kiangnan (Jiangnan Arsenal) Dock & Engineering Works, яка в часи японської окупації рахувалась як Mitsubishi Konan Yard. Воно належало до суден так званої «серії С», кілька десятків яких призначались для компенсації втрат транспортного флоту, яких він зазнав унаслідок бойових дій.
Існують відомості, що 31 січня 1944-го Зуйкай-Мару полишило Йокосуку у складі конвою №3131, який 12 лютого прибув на атол Трук у центральній частині Каролінських островів (тут ще до війни створили головну базу японського ВМФ у Океанії). За іншими даними, Зуйкай-Мару рухалось у конвої №3206, що рушив з Йокосуки 6 лютого та 17 лютого перебував на підході до Труку.
17 лютого 1944-го по Труку завдало потужного удару американське авіаносне угруповання (операція «Хейлстоун»), яке змогло знищити в цьому рейді кілька бойових кораблів та близько трьох десятків інших суден. Зуйкай-Мару, яке чи то змогло після початку атаки покинути лагуну, чи то наближалось разом з конвоєм, було потоплене неподалік від Північного проходу Труку.